# Юркинская (Вологодская область)
Юркинская — упразднённая деревня в Верховажском районе Вологодской области России.

## География
Урочище находится в северной части области, в подзоне средней тайги, в пределах южной части Важско-Кулойской низины, на левом берегу реки Кулой, на расстоянии примерно 29 километров (по прямой) к востоко-юго-востоку от села Верховажье, административного центра района.

### Климат
Климат характеризуется как умеренно континентальный. Среднегодовая температура воздуха — +1,8 °C. Абсолютный минимум температуры воздуха составляет −46 °C; абсолютный максимум — +37 °C. Безморозный период длится 110—115 дней. Среднегодовое количество атмосферных осадков составляет 637 мм. В течение года преобладают ветра юго-западного направления.

## История
В «Списке населенных мест Вологодской губернии по сведениям 1859 года» населённый пункт упомянут как удельная деревня Юркинская (Столбиха) Вельского уезда, расположенная в 63 верстах от уездного города. В деревне имелось 5 дворов и проживало 36 человек (12 мужчин и 24 женщины). В 1881 году входила в состав Кулойско-Покровской волости.
По данным 1914 года, в деревне имелось 8 хозяйств и проживало 52 человека (22 мужчины и 30 женщин).
По состоянию на 1 января 1973 года в составе Нижнекулойского сельсовета Верховажского района.